# Championnat de Trinité-et-Tobago de football 2004
Navigation
Saison précédente Saison suivante
La saison 2004 du Championnat de Trinité-et-Tobago de football est la trente-et-unième édition de la première division à Trinité-et-Tobago et la sixième sous le nom de Professional League. Les huit formations de l'élite sont réunies au sein d'une poule unique où elles s'affrontent trois fois au cours de la saison. À l'issue de la compétition, les deux derniers du classement doivent participer à une poule de promotion-relégation avec les quatre meilleures formations de deuxième division tandis que les six premiers s'affrontent une nouvelle fois.
C'est le club de North East Stars qui remporte la compétition cette saison après avoir terminé en tête du classement final, avec six points d'avance sur un duo composé de W Connection FC et du double tenant du titre, San Juan Jabloteh. C'est le tout premier titre de champion de Trinité-et-Tobago de l'histoire du club.
Trois modifications dans la liste des engagés ont eu lieu durant l'intersaison. Tout d'abord, le club de Joe Public FC choisit de prendre part au championnat de deuxième division. Les équipes de Caledonia AIA et Arima Fire fusionnent pour créer les Morvant-Arima Fire. Enfin, le club de South West Institute of Football change de nom pour devenir les South West Drillers.

## Qualifications continentales
Le vainqueur de la Professional League obtient sa qualification pour la CFU Club Championship, la coupe des clubs champions de la région Caraïbes.

## Les clubs participants
| - W Connection FC - Defence Force FC - San Juan Jabloteh - South Starworld Strikers | - Tobago United - North East Stars - South West Drillers - Morvant-Arima Fire |

## Compétition
Le barème de points servant à établir le classement se décompose ainsi :
- Victoire : 3 points
- Match nul : 1 point
- Défaite : 0 point

### Première phase
| Rang | Équipe                   | Pts | J  | G  | N | P  | Bp | Bc  | Diff |
| ---- | ------------------------ | --- | -- | -- | - | -- | -- | --- | ---- |
| 1    | North East Stars         | 47  | 21 | 14 | 5 | 2  | 69 | 25  | +44  |
| 2    | W Connection FCC         | 41  | 21 | 12 | 5 | 4  | 56 | 20  | +36  |
| 3    | San Juan JablotehT       | 41  | 21 | 12 | 5 | 4  | 54 | 18  | +36  |
| 4    | South Starworld Strikers | 36  | 21 | 10 | 6 | 5  | 57 | 29  | +28  |
| 5    | Defence Force FC         | 34  | 21 | 10 | 4 | 7  | 38 | 34  | +4   |
| 6    | Morvant-Arima Fire       | 27  | 21 | 8  | 3 | 10 | 38 | 32  | +6   |
| 7    | South West Drillers      | 11  | 21 | 3  | 2 | 16 | 17 | 61  | -44  |
| 8    | Tobago United            | 0   | 21 | 0  | 0 | 21 | 18 | 128 | -110 |

|  | Qualification pour la deuxième phase                               |
|  | Participation au barrage de promotion-relégation                   |
|  | T : Tenant du titre C : Vainqueur de la Coupe de Trinité-et-Tobago |

### Deuxième phase
| Rang | Équipe                   | Pts | J  | G  | N | P  | Bp | Bc | Diff |
| ---- | ------------------------ | --- | -- | -- | - | -- | -- | -- | ---- |
| 1    | North East Stars         | 57  | 26 | 17 | 6 | 3  | 80 | 33 | +47  |
| 2    | W Connection FCC         | 51  | 26 | 15 | 6 | 5  | 67 | 26 | +41  |
| 3    | San Juan JablotehT       | 51  | 26 | 15 | 6 | 5  | 65 | 24 | +41  |
| 4    | South Starworld Strikers | 39  | 26 | 10 | 9 | 7  | 64 | 41 | +23  |
| 5    | Defence Force FC         | 39  | 26 | 11 | 6 | 9  | 45 | 43 | +2   |
| 6    | Morvant-Arima Fire       | 29  | 26 | 8  | 5 | 13 | 42 | 42 | 0    |

|  | Qualification pour la CFU Club Championship 2005                   |
|  | T : Tenant du titre C : Vainqueur de la Coupe de Trinité-et-Tobago |

## Bilan de la saison
| Championnat de Trinité-et-Tobago de football 2004                             |                              |
| Champion                                                                      | North East Stars (1er titre) |
| Coupes et trophées                                                            |                              |
| Vainqueur de la Coupe de Trinité-et-Tobago 2004                               | W Connection FC              |
| Qualifications continentales                                                  |                              |
| CFU Club Championship 2005                                                    | North East Stars             |
| Promotions et relégations                                                     |                              |
| Promus en Professional League                                                 | Aucun                        |
| Relégués en Championnat de Trinité-et-Tobago de football de deuxième division | Aucun                        |